# Canal de la mer Morte

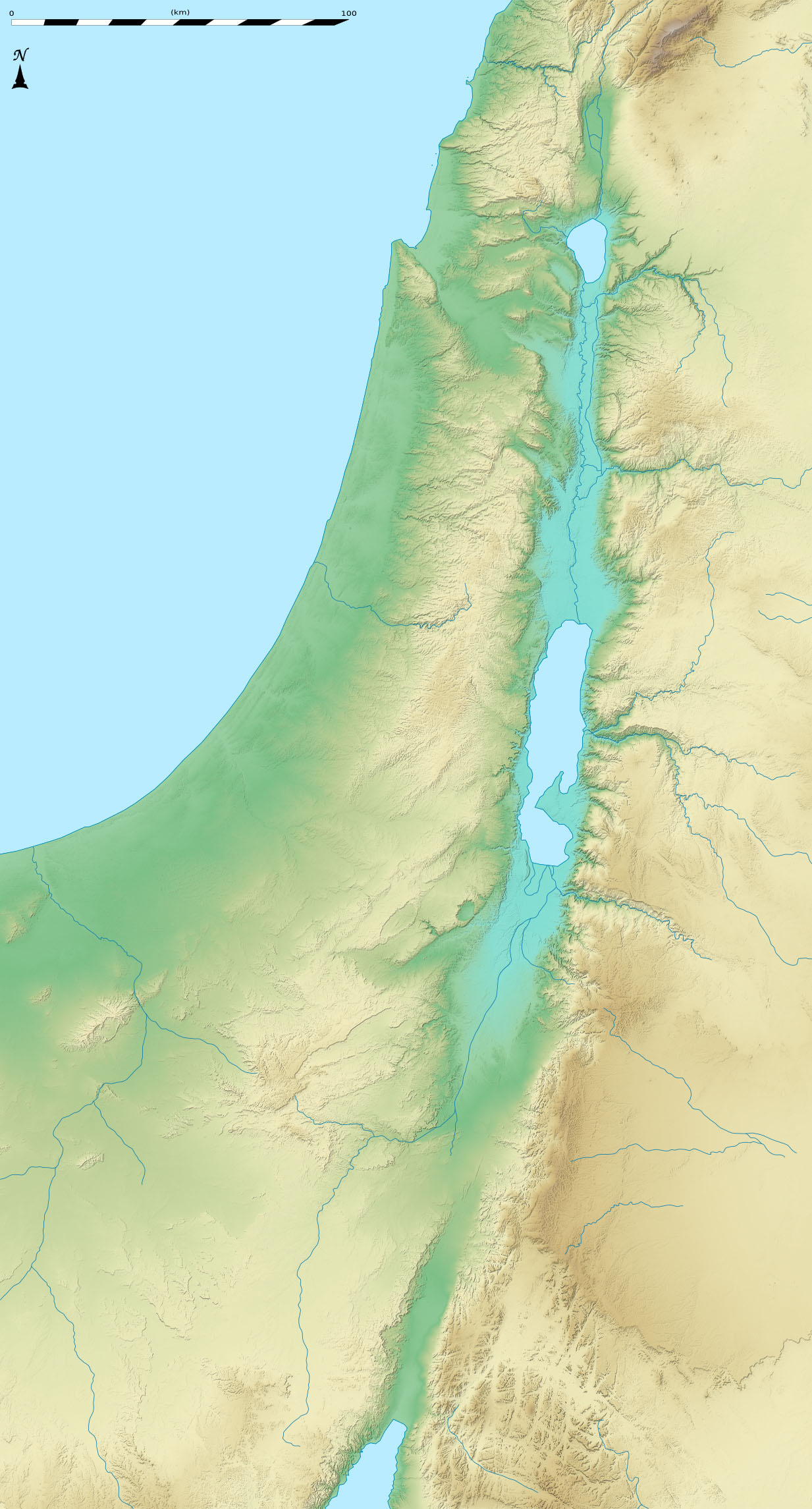
Carte de la vallée du rift du Jourdain.

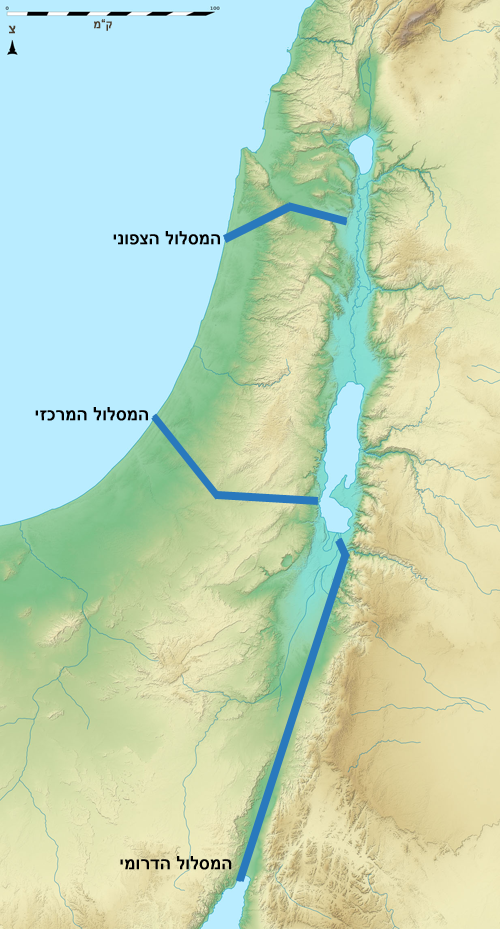
Projets de canal

Le canal de la mer Morte ou Canal de Paix est un canal dont le percement est projeté, à partir de la mer Rouge ou de la mer Méditerranée directement vers la mer Morte ou via le Jourdain dans sa vallée en profitant du dénivelé de 400 mètres entre les niveaux des deux mers. 
Le flux d'eau transitant par le canal pourrait contribuer à inverser l'abaissement du niveau de la mer Morte observé au cours des dernières années. Le canal serait également utilisé pour produire de l'énergie hydroélectrique grâce à la différence de niveau, voire en exploitant l'énergie liée à la différence de salinité (gradient de salinité). 
Une activité de dessalement d'eau par osmose inverse pourrait aussi y être associée.

## Histoire
L'idée a été proposée initialement par William Allen en 1855 dans un ouvrage appelé The Dead Sea - A new route to India (« La mer Morte, une nouvelle route vers l'Inde »). À cette époque, on ignorait que le niveau de la mer Morte était très au-dessous de celui de la Méditerranée et Allen a proposé ce canal comme une alternative au canal de Suez. 
Plus tard, plusieurs ingénieurs et hommes politiques ont repris l'idée, dont Theodor Herzl dans sa nouvelle de 1902 Altneuland. La plupart des premiers projets utilisaient la rive Est (East bank) du Jourdain, mais une forme modifiée, utilisant la rive Ouest (West bank), a été proposée après la séparation de la Transjordanie et de la Palestine mandataire.

### Étude de Wendt et Kelm
En 1975 les ingénieurs allemands Wendt et Kelm ont réalisé la première étude de faisabilité exhaustive à destination d'un public de spécialistes avertis, visant à décrire la dépression de la mer Morte en vue de produire de l'énergie électrique. Après des recherches approfondies, Wendt et Kelm proposent un aqueduc essentiellement composé d'une galerie en charge orientée ouest-est reliant la Méditerranée à la mer Morte.
La prise d'eau  se situerait à Ashdod, la restitution se ferait dans l'encaissement d'une vallée orientée vers la mer Morte, dans l'escarpement de sa rive occidentale. Cette trajectoire est la liaison la plus courte entre les deux mers et elle se trouve en retrait du fossé tectonique. L'installation comprend à l'amont un canal gravitaire à surface libre de 7 km, puis une galerie en charge de 65 km et un réservoir de retenue de 3 km. La centrale hydroélectrique par eau de mer à haute pression est une construction souterraine dans l'escarpement. Le diamètre de la galerie en charge est de 8 m ; il est calculé d'après le taux d'évaporation de la mer Morte. Le canal gravitaire à surface libre et le réservoir de retenue interagissent d'après le principe des vases communicants. II arrive automatiquement dans le réservoir de retenue autant d'eau de mer de la Méditerranée que requis par l'état de charge de la centrale hydroélectrique à eau de mer. Le niveau d'eau de la mer Morte est régulé par le biais de la galerie de dérivation. D'après les considérations de 1975, le débit maximal est de 300 MWe.
Avant d'être précipitée dans les turbines, l'eau de la Méditerranée stockée artificiellement pourrait être utilisée comme liquide de refroidissement ou eau industrielle, par exemple pour une centrale thermique. La chaleur résiduelle permettrait d'exploiter une usine de dessalement.
Après l'élaboration d'un avant-projet, la mise en œuvre de la galerie en charge durerait six ans et la durée totale de l'opération, comportant toutes les étapes de conception, d'exécution et de réception de l'ouvrage serait de douze ans.

### Projet des années 2000
En 2005, après une réunion des trois pays un autre projet est étudié. Il ne compte plus relier la mer Morte à la Méditerranée, mais à la mer Rouge (golfe d'Aqaba). Le Red Sea-Dead Sea Conveyance (RSDSC) est un chantier de 180 km de long, aujourd’hui plus précisément estimé à 10 milliards de dollars  et qui alimenterait la mer Morte à hauteur de 2 000 millions de mètres cubes d’eau par an. 1 200 millions de mètres cubes se jetteraient directement dans la mer Morte, alors que les 800 millions de mètres cubes restant seraient traités dans une usine de dessalement de grande envergure . De plus, la différence de dénivelé de 417 m  permet la construction d’une centrale électrique qui produirait entre 150 et 250 millions de watts et qui alimenterait entre autres l’usine de dessalement. Cet apport en ressources et énergie soutiendrait un développement intense, signe de richesse et d’emplois pour la région et sa population.
Une coopération stable entre les trois acteurs locaux - Israël, Autorité palestinienne et Jordanie - est requise pour ce projet ; pour trouver un arrangement sur les modalités de construction et de partage de l’usufruit, mais aussi pour que la Banque mondiale confirme son engagement. Cette dernière a d’ailleurs lancé une étude de faisabilité en 2009, réalisée par un cabinet indépendant d’ingénieurs français, Coyne et Bellier. Cette étude a coûté 16 millions de dollars et prend en compte de multiples facteurs : les modalités de construction du canal (à ciel ouvert ou souterrain). À la difficulté de la simple faisabilité s’ajoute le défi de proposer un tracé géopolitiquement acceptable. 
Un accord cadre a été signé en 2013, suivi d'un autre accord plus concret entre la Jordanie et Israël. 

Une présélection des entreprises engagées dans le projet a été réalisée en novembre 2016.

## Les répercussions
L’agence chargée de l’étude de faisabilité a rendu un rapport positif, avec quelques réserves a priori surmontables selon la Banque mondiale. Ces quelques points sur lesquels la prudence reste de mise concernent notamment les répercussions du projet sur l'écologie : elles sont étudiées dans une autre sous-étude du cabinet français qui souligne les conséquences environnementales incertaines d'un mélange des eaux de la mer Rouge et de la mer Morte. En raison de fortes différences de salinité et de composition chimique, le mélange de ces eaux ferait changer la consistance et bouleverserait l'écologie de la mer Morte, en modifiant probablement son aspect et même sa couleur.
Le canal ou pipe-line se trouvant en zone sismique, en cas de rupture (ou d'attentat) les nappes phréatiques courraient localement un risque de salinisation.
La dernière sous-étude concerne le projet d’usine de dessalement et de production hydroélectrique. Outre des contraintes techniques, des enjeux politiques concernent la répartition des ressources d’eau dessalée et à l’électricité produite. Suivant ces conclusions, la Banque mondiale déclare le projet réalisable.

## Perspectives de développement et intérêts économiques
Mis à part ces trois acteurs régionaux et la Banque mondiale, d’autres acteurs internationaux sont concernés, comme l’Italie, la Grèce, et surtout la France qui, en 2008 sous la présidence de Nicolas Sarkozy, soutenait fortement le projet dans l’optique qu’il serait une étape charnière dans le processus de paix au Proche-Orient. 
Mais des enjeux économiques semblent aussi motiver ces États ou d'autres, pouvant investir dans un projet rentable. La mise en place d’une telle infrastructure requiert des entreprises et corps de métiers spécialisés dans de nombreux secteurs. De plus, sous Sarkozy, les politiques françaises voyaient la paix aller de pair avec le développement entier de la région qui se verrait apparentée à la petite sœur d’un Dubaï.

## Critiques du projet
Certaines ONG comme Les Amis de la Terre en Israël, branche israélienne de Friends of the Earth in Middle East (FOEME), craignent des abus de la part d'entreprises internationales susceptibles de sauter sur l'opportunité économique. D’autres ONG pensent que le prix de l’eau dessalée sera financièrement inabordable pour les populations locales.
M. Meyer, membre de la branche jordanienne de FOEME, s’inquiète de l’impact environnemental d’un brusque développement économique qui dégraderait l’équilibre de la vallée d’Arava.